# Duas Gerações - Ao Vivo
Duas Gerações - Ao Vivo é o quarto álbum ao vivo da dupla sertaneja Matogrosso & Mathias lançado em 1 de julho de 2014, O show foi gravado em Vista Alegre do Alto, São Paulo, terra natal do cantor Matogrosso.

## Lançamento em CD
| N.º | Título                                                                                    | Duração |  |
| 1.  | "Abertura / Idas e Voltas"                                                                |         |  |
| 2.  | "De Igual Pra Igual"                                                                      |         |  |
| 3.  | "Frente a Frente"                                                                         |         |  |
| 4.  | "Os Brutos Também Amam" (Participação: João Carreiro & Capataz)                           |         |  |
| 5.  | "Perdoa"                                                                                  |         |  |
| 6.  | "24 Horas de Amor" (Participação: Agnaldo Timóteo)                                        |         |  |
| 7.  | "Tentei Te Esquecer"                                                                      |         |  |
| 8.  | "Pout-Pourri Chamamé" (Espinhos da Vida, Porquê, Mistério)                                |         |  |
| 9.  | "Simples Assim"                                                                           |         |  |
| 10. | "Seu Jeito" (Participação: Maria Cecília & Rodolfo)                                       |         |  |
| 11. | "Perdeu" (Participação: Péricles)                                                         |         |  |
| 12. | "Boiadeiro Errante" (Participação: Léu)                                                   |         |  |
| 13. | "Pout-Pourri" (Mundo Vazio / Pai Tião / Falso Juramento (Participação: Brenno & Barreto)) |         |  |
| 14. | "Na Hora do Adeus / Encerramento"                                                         |         |  |

## Lançamento em DVD
1. Abertura / Idas e Voltas
2. Cabelo Loiro
3. Pele de Maçã
4. Só Fazendo Amor
5. De Igual Pra Igual
6. Frente a Frente
7. Os Brutos Também Amam (Participação: João Carreiro & Capataz)
8. Perdoa
9. 24 Horas de Amor (Participação: Agnaldo Timóteo)
10. Um Século Sem Ti (Un Siglo Sin Ti)
11. Pedaço de Minha Vida
12. Tentei Te Esquecer
13. Chico Mineiro
14. Pout-Pourri Chamamé (Espinhos da Vida / Porquê / Mistério)
15. Simples Assim
16. Seu Jeito (Participação: Maria Cecília & Rodolfo)
17. Enquanto o Sol Brilhar (Amor Sem Fim)
18. Perdeu (Participação: Péricles)
19. Retrato de Mãe (Filho de Dançarina)
20. Boiadeiro Errante (Participação: Léu)
21. Pout-Pourri Modão (Mundo Vazio / Pai Tião / Falso Juramento - Participação: Brenno & Barreto)
22. Na Hora do Adeus / Encerramento